# Summer Night
Summer Night es una película estadounidense de comedia romántica coming-of-age dirigida por Joseph Cross en su debut como director. El guion fue escrito por Jordan Jolliff y Cross, a partir de una historia de Jolliff. La película es protagonizada por Ellar Coltrane, Analeigh Tipton, Justin Chatwin y Victoria Justice. Fue estrenada el 12 de julio de 2019.

## Sinopsis
Son los últimos días del verano. Dos mejores amigos, Seth y Jameson, que se están preparando para actuar y festejar en el local de rock The Alamo. Pero antes de que comience la noche, ambos chicos se enfrentan a serios controles de la realidad. Seth recibe noticias que le cambiarán la vida a su novia Mel, y Jameson tiene que elegir entre su novia Corin y otra chica que acaba de conocer, la abierta Harmony. Al final de la noche, estas personas se enfrentan a una serie de decisiones de vida muy importantes que cambiarán su futuro para siempre.

## Reparto
- Ellar Coltrane como Jameson Ford
- Ian Nelson como Seth
- Lio Tipton como Mel
- Callan McAuliffe como Taylor Peters
- Ella Hunt como Dana
- Hayden Szeto como Caleb Grass
- Lana Condor como Lexi
- Elena Kampouris como Corin
- Bill Milner como Jack "Rabbit"
- Melina Vidler como Vanessa
- Khris Davis como Luke
- Victoria Justice como Harmony James
- Justin Chatwin como Andy

## Producción
La película comenzó la fotografía principal en Atlanta, Georgia, el 20 de octubre de 2017. La producción concluyó el 11 de noviembre de 2017 en Newnan, Georgia, después de 19 días de filmación. 

## Estreno
En diciembre de 2018 se anunció que Samuel Goldwyn Films adquirió los derechos de distribución de la película en Estados Unidos, con un estreno previsto para el segundo semestre de 2019. Antes de eso, la película tuvo su estreno mundial en el Festival de Cine de Atlanta el 6 de abril de 2019. Fue estrenada el 12 de julio de 2019.